# 안양파빌리온
안양파빌리온(영어: Anyang Pavilion)은 경기도 안양시 만안구에 위치한 도서관 겸 문화예술 시설이다.

## 개요
안양파빌리온은 안양공공예술프로젝트(APAP)의 일환으로, 알바루 시자 비에이라가 설계한 조형예술 건축물로서 아시아에서는 최초로 디자인된 작품이다. 원래 명칭은 건축가 이름을 따서 알바로시자홀이였으나, 4회 APAP때 알바루 시자 비에이라가 제안했던 안양파빌리온으로 명칭을 변경하였다.

## 연혁
- 2005년 : 1회 APAP의 일환으로 알바로시자홀 설치
- 2013년 : 4회 APAP때 안양파빌리온으로 명칭 변경

## 시설
- 공공예술서가

공공예술서가 또는 공공예술도서관(영어: Public Art Library)은 안양파빌리온 내부 도서관이다.
- 프로젝트 아카이브

프로젝트 아카이브는 안양공공예술프로젝트의 아카이브이다.
- 만들자 연구실

만들자 연구실은 안양파빌리온의 문화소통 공간이자, 다른사람과 소통하며 '만들자(Maker)' 문화를 창조하는 공간이기도 하다.

## 같이 보기
- 안양공공예술프로젝트